# Ptochophyle fasciata
Ptochophyle fasciata är en fjärilsart som beskrevs av W. Warren 1899. Ptochophyle fasciata ingår i släktet Ptochophyle och familjen mätare. Inga underarter finns listade.